# Zugnummer
Zugnummern werden von allen Eisenbahnen verwendet, um verschiedene Zugfahrten (an einem gegebenen Tag) zu unterscheiden.

## Geschichte
In den ersten Jahren der Eisenbahnen gab es noch keine Zugnummern, da zu dieser Zeit eine überschaubare Anzahl von Zügen auf einer Strecke verkehrte. Mit der Ausdehnung der Netze wurde eine genaue Zuordnung eines Zuges zu einer Fahrordnung unerlässlich, denn nur so konnte man sich über die Zugfolge verständigen. Aus diesem Grund darf eine Zugnummer in einer Region auch nur einmal verwendet werden. Bei größeren Bahnverwaltungen gab es bis zum Fahrplanwechsel Dezember 2010 mitunter auch Doppelbelegungen, so konnte es bis dahin bei der Deutschen Bahn beispielsweise sowohl in Süddeutschland als auch in Norddeutschland einen RE 33333 geben. Die Zugnummer wurde auch wichtig, um eine Telegrafenmeldung kurz zu halten. Um die Fehlerwahrscheinlichkeit einer falschen Zugnummernmeldung zusätzlich zu minimieren, wurde eingeführt, dass in der einen Fahrtrichtung gerade und in der anderen Fahrtrichtung ungerade Zugnummern verwendet werden. Dieses System der Zugnummernvergabe wurde immer weiter verbessert und systematisiert.

## Gegenwart
Statt der fernmündlichen oder telegrafischen Zugmeldung der Vergangenheit erfolgt diese in Deutschland heute oft per Zugnummernmeldeanlage, die den Vorgang automatisiert. Heutige Stellwerke können dank der geregelten Zugnummerngebung automatisch Fahrwege stellen (in Deutschland per Zuglenkung) bzw. sogar Fahrwege verweigern. Dies ist beispielsweise in der Schweiz bei den SIM-Zügen (Simplon-Inter-Modal, kombinierte Züge mit 4 Meter Eckhöhe) der Fall, die nur über bestimmte Strecken und Gleise fahren dürfen. Bei dieser Zugnummer verweigern die elektronischen Stellwerke einen ungültigen (weil nicht für SIM freigegebenen) Fahrweg.
Normalerweise lässt sich aus einer heutigen Zugnummer erkennen, um was für einen Zug es sich handelt:
- Welcher Zuggattung (Eurocity, Regionalzug, Güterzug usw.) er angehört,
- in welcher Verkehrsbeziehung (Start und Zielort) er steht,
- in welche Fahrtrichtung er verkehrt, so werden nach Süden und Osten ungerade Nummern vergeben, in der Gegenrichtung gerade.

So bilden normalerweise Zugnummernpaare auch Zugpaare. Die Zuordnung der Züge zu Zugpaaren kann variieren; in Deutschland werden Zugpaare gewöhnlich durch aufeinanderfolgende Nummern gebildet, wobei die gerade Zahl die niedrigere ist. Bei den polnischen Staatsbahnen werden Zugpaare oft auch durch Vertauschung von Ziffern gebildet.
Die Züge einer Linie werden chronologisch durchnummeriert, gerade Nummern für die eine Richtung und ungerade aus dem gleichen Nummernbereich für die andere. Gelegentlich, vor allem bei Fernverkehrslinien, werden die Züge einer Richtung absteigend nummeriert. So haben die Eurocitys von Zürich nach München z. B. die Nummern 191 bis 197, diejenigen der Gegenrichtung aber in absteigender Reihenfolge 196 bis 190.

## Zugpaar
Viele planmäßige Reisezüge haben ein „Gegenstück“, mit dem sie ein Zugpaar bilden. Zugpaare sind Züge derselben Gattung auf derselben Linie, allerdings in entgegengesetzter Fahrtrichtung.
Bei der Nummerierung von Zugpaaren galten in Deutschland früher folgende Regeln:
- Die Zugnummer ist in Ost-West-Richtung bzw. Süd-Nord-Richtung gerade.
- Bei Zügen, die in der Gegenrichtung verkehren, ist diese Nummer ungerade.
- Die gerade Nummer ist in der Regel die niedrigere. Daher begann die Nummerierung der Eurocity-Züge mit der „2“, die „1“ wurde nicht verwendet.

Beispielsweise hatte der ICE von Innsbruck über Kufstein, München und Nürnberg nach Berlin die Nummer 108, die Fahrt auf umgekehrtem Weg die Nummer 109.

## Zugnummernschema Europa
Für die internationalen EC (inkl. ICE) und Schnellzüge sind die Nummern 1–499 reserviert.
Diese reichen heute nicht mehr aus, und somit werden noch zusätzliche Nummern verwendet. Diese werden aber nur in Absprache der beteiligten Bahnverwaltungen vergeben. Im Verkehr mit einigen osteuropäischen Bahnverwaltungen kommt es grundsätzlich zu einem Nummernwechsel an der Grenze.
Die kommende Spezifikation TSI OPE, die gerade von der Europäischen Eisenbahnagentur (ERA) erarbeitet wird, soll die Vergabe von Zugnummern europaweit vorschreiben. Da die Technik von Stellwerken und Reservierungssystemen in allen EU-Ländern, mit Ausnahme Großbritanniens, für fünfstellige numerische Zugnummern ausgelegt ist, gilt es mit diesem Zahlenbereich auszukommen. Es soll deshalb drei Nummernbereiche geben:
- Ein Nummernbereich für internationale Züge, die mehrere Grenzen überschreiten
  - Nummern aus diesem Bereich können nur einmal für ganz Europa verwendet werden
- Ein Nummernbereich für Züge, die nur eine Grenze überschreiten
  - Nummern aus diesem Bereich können einmal pro Grenze vergeben werden (und in den unter dieser Nummer befahrenen Ländern nicht ein weiteres Mal)
- Ein Nummernbereich für inländische Züge
  - Nummern aus diesem Bereich können einmal pro Land verwendet werden

### Internationaler Personenverkehr

#### Deutschland
| Nummernblock | Internationaler Fernverkehr                    | EVU             | Bemerkung                                                 |
| ------------ | ---------------------------------------------- | --------------- | --------------------------------------------------------- |
| 2–9          | Deutschland–Schweiz                            | DB AG, SBB      |                                                           |
| 52           | Deutschland–Schweiz                            | DB AG, SBB      |                                                           |
| 70–79        | Deutschland–Schweiz                            | DB AG, SBB      |                                                           |
| 180–199      | Deutschland–Schweiz                            | DB AG, SBB      |                                                           |
| 270–285      | Deutschland–Schweiz                            | DB AG, SBB      |                                                           |
| 290–293      | Deutschland–Schweiz                            | DB AG, SBB      |                                                           |
| 370–377      | Deutschland–Schweiz                            | DB AG, SBB      |                                                           |
| 380–389      | Deutschland–Schweiz                            | DB AG, SBB      |                                                           |
| 392–399      | Deutschland–Schweiz                            | DB AG, SBB      |                                                           |
| 480–489      | Deutschland–Schweiz                            | DB AG, SBB      |                                                           |
| 1170–1179    | Deutschland–Schweiz                            | DB AG, SBB      |                                                           |
| 1270–1279    | Deutschland–Schweiz                            | DB AG, SBB      |                                                           |
| 10–19        | Linie 79 ICE Deutschland–Belgien               | DB AG, SNCB     |                                                           |
| 210–215      | Linie 79 ICE Deutschland–Belgien               | DB AG, SNCB     |                                                           |
| 20–29        | Deutschland–Österreich                         | DB AG, ÖBB      |                                                           |
| 90–99        | Deutschland–Österreich                         | DB AG, ÖBB      |                                                           |
| 110–119      | Deutschland–Österreich                         | DB AG, ÖBB      |                                                           |
| 216–219      | Deutschland–Österreich                         | DB AG, ÖBB      |                                                           |
| 226–229      | Deutschland–Österreich                         | DB AG, ÖBB      |                                                           |
| 286–289      | Deutschland–Österreich                         | DB AG, ÖBB      |                                                           |
| 390/391      | Deutschland–Österreich                         | DB AG, ÖBB      |                                                           |
| 1160–1169    | Deutschland–Österreich                         | DB AG, ÖBB      |                                                           |
| 1210–1229    | Deutschland–Österreich                         | DB AG, ÖBB      | Bereich beinhaltet auch nationale Zugläufe in Deutschland |
| 1260–1269    | Deutschland–Österreich                         | DB AG, ÖBB      |                                                           |
| 1280–1289    | Deutschland–Österreich                         | DB AG, ÖBB      |                                                           |
| 30–39        | Deutschland–Dänemark                           | DB AG, DSB      |                                                           |
| 230–239      | Deutschland–Dänemark                           | DB AG, DSB      |                                                           |
| 430–439      | Deutschland–Dänemark                           | DB AG, DSB      |                                                           |
| 1130–1139    | Deutschland–Dänemark                           | DB AG, DSB      |                                                           |
| 40–51        | Deutschland–Polen                              | DB AG, PKP      |                                                           |
| 53–59        | Deutschland–Polen                              | DB AG, PKP      |                                                           |
| 60–69        | Deutschland–Österreich–Ungarn                  | DB AG, ÖBB, MAV |                                                           |
| 260–269      | Deutschland–Österreich–Ungarn                  | DB AG, ÖBB, MAV |                                                           |
| 80–89        | Deutschland–Österreich–Italien                 | DB AG, ÖBB, FS  |                                                           |
| 294–299      | Deutschland–Österreich–Italien                 | DB AG, ÖBB, FS  |                                                           |
| 100–109      | Niederlande–Deutschland–Schweiz                | DB AG, NS, SBB  |                                                           |
| 200–209      | Niederlande–Deutschland–Schweiz                | DB AG, NS, SBB  |                                                           |
| 120–129      | Linie 78 ICE Deutschland–Niederlande           | DB AG, NS       |                                                           |
| 140–150      | Linie 78 ICE Deutschland–Niederlande           | DB AG, NS       |                                                           |
| 152–159      | Linie 78 ICE Deutschland–Niederlande           | DB AG, NS       |                                                           |
| 220–225      | Linie 78 ICE Deutschland–Niederlande           | DB AG, NS       |                                                           |
| 240–257      | Linie 78 ICE Deutschland–Niederlande           | DB AG, NS       |                                                           |
| 130–139      |                                                |                 | nicht belegt                                              |
| 160–169      |                                                |                 | nicht belegt                                              |
| 300–369      |                                                |                 | nicht belegt                                              |
| 151          | Deutschland–Schweiz–Italien                    | DB AG, SBB, FS  |                                                           |
| 170–179      | Deutschland–Tschechien–Ungarn                  | DB AG, CD, MAV  |                                                           |
| 378–379      | Deutschland–Tschechien–Ungarn                  | DB AG, CD, MAV  |                                                           |
| 258–259      | Deutschland–Tschechien                         | DB AG, CD       |                                                           |
| 400–429      |                                                | ÖBB             | Nachtzüge                                                 |
| 490–499      |                                                | ÖBB             | Nachtzüge                                                 |
| 440–479      |                                                | ÖBB, PKP        | Nachtzüge                                                 |
| 1180–1189    | Deutschland–Schweiz und Deutschland–Dänemark   | DB AG, SBB, DSB |                                                           |
| 1290–1299    | Deutschland–Österreich und Deutschland–Schweiz | DB AG, ÖBB, SBB |                                                           |
| 1300–1499    | Österreich–Schweiz                             | ÖBB, SBB        | Deutschland durchfahrende Züge ohne Verkehrshalt          |

## Zugnummernschema Deutschland
Die Zugnummer ist in Deutschland fünfstellig und wird in Form von Zugnummernblöcken von DB InfraGO, dem Netzeigentümer, an die beteiligen Eisenbahnverkehrsunternehmen (EVU) vergeben. Zum 30. Mai 1999 wurde im Zuge der Einführung der sogenannten „Transportleistungsrechnung“ ein neues Zugnummernschema eingeführt. Dabei ist die Vergabe der einzelnen Zugnummern, aus dem jeweils von DB Netz zugewiesenen Zugnummernblock, dem trassenbestellenden Eisenbahnverkehrsunternehmen überlassen. Im Sonderzugbereich oder bei kurzfristig angemeldeten Zügen werden die Zugnummern direkt durch die DB Netz aus einem Bereich freier Zugnummern vergeben.
Rettungs- und Hilfszüge nach Unfällen erhalten Zugnummern zwischen 99900 und 99999. Damit werden sie im Netz als dringlich gekennzeichnet und genießen in der Regel uneingeschränkten Vorrang selbst vor IC- und ICE-Zügen. Allerdings wird von diesen Zugnummern nur selten Gebrauch gemacht. Standardmäßig erhalten solche Zugnummern zum Beispiel die Tunnelrettungszüge bei Einsatzfahrten.
Zum 11. Dezember 2005 wurde ein gegenüber 1999 leicht geändertes Zugnummernsystems eingeführt, welches in seiner Grundstruktur bis zum aktuellen Jahresfahrplan 2019/2020 beibehalten wurde.
Die Zugnummer 884 wird seit dem ICE-Unglück von Eschede von DB Fernverkehr nicht mehr vergeben.

### Nationaler Fernverkehr
Da der Fernverkehr größtenteils durch DB Fernverkehr AG abgewickelt wird, sind nahezu alle Zugnummern zwischen 3 und 2499 der DB Fernverkehr zugeteilt. Es gibt lediglich Ausnahmen im Sonderzugverkehr oder bei baustellenbedingten Fahrplananpassungen.
Aus historischen Gründen und zur besseren Übersicht hat sich in Deutschland im Fernverkehr ein Dekaden-Zuteilungssystem herausgebildet. Dabei werden die Zugnummern so vergeben, dass bestimmte Linien oder Fernverkehrsrelationen Zugnummern bekommen, die in ihrer Zehnerstelle (Dekade) identisch sind. So haben beispielsweise Züge der Relation Hamburg–Hannover–Würzburg–München in der Regel die Ziffer 8 an ihrer Zehnerposition, die Züge der Relation Bremen–Hannover–Würzburg–München hingegen die Ziffer 3.
Da nur zehn verschiedene Ziffern zur Unterscheidung der Dekade existieren, es in Deutschland jedoch mehr als zehn verschiedene Fernverkehrsrelationen gibt, werden die Hunderter dazu genutzt die Dekaden auf die einzelnen Relationen zu verteilen. Beispielsweise wird die Dekade 1 sowohl für Nord-Süd-Züge im Westen als auch im Osten von Deutschland genutzt, wobei Züge im Westen zwischen 510 und 1119, Züge im Osten zwischen 1510 und 1719 nummeriert sind.
Darüber hinaus werden die Nummern seitens des Fernverkehrs noch nach Zuggattung unterschieden. Zugnummern unterhalb von 1800 werden in der Regel für ICE genutzt, während Zugnummern oberhalb von 2000 in der Regel dem IC-Netz vorbehalten sind. Mit Einführung der mit Neigetechnik betriebenen ICE-T im Jahr 1999 wurden die Zugnummern zwischen 1500 und 1799 für ICE-Züge mit Neigetechnik reserviert, die nicht oder nur teilweise auf Schnellfahrstrecken verkehrten. Mittlerweile sind ICE-T und die Zugnummern 1500 bis 1799 jedoch auch auf Hochgeschwindigkeitsstrecken anzutreffen. Die Verbindung zwischen den Baureihen 411 und 415 und den Zugnummern zwischen 1500 und 1799 wurde dabei bis heute beibehalten. Dies gilt nicht für Zugläufe nach Österreich, auch nicht solche, die nur an bestimmten Verkehrstagen nach Österreich verkehren (bspw. ICE 1284 (Innsbruck–)München–Hamburg).

#### ICE-Netz
| Dekade | Nummernblöcke                                     | Linien                                                                        | Eisenbahnverkehrsunternehmen | Bemerkung |  |
| ------ | ------------------------------------------------- | ----------------------------------------------------------------------------- | ---------------------------- | --- |  |
| 0      | 500–509 600–609 700–709 800–809                   | ICE München–Erfurt–Berlin–Hamburg                                             | DB AG                        | großteils über VDE8 und Schnellfahrstrecke Nürnberg–Ingolstadt                                                                                                |  |
| 0      | 1000–1009 1100–1109                               | ICE-Sprinter München–Erfurt–Berlin                                            | DB AG                        | über VDE8 und Schnellfahrstrecke Nürnberg–Ingolstadt |  |
| 0      | 1500–1509 1600–1609 1700–1709                     | ICE München–Erfurt–Berlin                                                     | DB AG                        | Kurzläufer, Zugbildung mit ICE-T |  |
| 1      | 510–519 610–619                                   | Linie 42 ICE München–Stuttgart–Mannheim–Köln–Dortmund–Münster–Hamburg–Kiel    | DB AG                        | über Schnellfahrstrecke Köln–Rhein/Main und über Schnellfahrstrecke Mannheim–Stuttgart                                                                        |  |
| 1      | 910–919 1010–1019                                 | Linie 47 ICE München–Stuttgart–Mannheim–Köln–Dortmund                         | DB AG                        | über Schnellfahrstrecke Köln–Rhein/Main und über Schnellfahrstrecke Mannheim–Stuttgart                                                                        |  |
| 1      | 710–719                                           | Linie 45 ICE Köln–Wiesbaden–Mainz–Stuttgart/Frankfurt                         | DB AG                        | Kurzläufer über Schnellfahrstrecke Köln–Rhein/Main |  |
| 1      | 810–819                                           | Linie 49 ICE Frankfurt–Köln                                                   | DB AG                        | Kurzläufer über Schnellfahrstrecke Köln–Rhein/Main |  |
| 1      | 1110–1119                                         | ICE-Sprinter München–Erfurt–Berlin                                            | DB AG                        | über VDE8 und Schnellfahrstrecke Nürnberg–Ingolstadt |  |
| 1      | 1510–1519 1610–1619 1710–1719                     | ICE München–Erfurt–Berlin–Stralsund                                           | DB AG                        | Kurzläufer, Zugbildung mit ICE-T, Ausnahme ICE 1518 München–Stuttgart–Frankfurt–Köln                                                                          |  |
| 2      | 520–529 620–629 720–729 820–829 1120–1129         | Linie 41 ICE München–Nürnberg–Dortmund                                        | DB AG                        | über Schnellfahrstrecke Köln–Rhein/Main |  |
| 2      | 920–929 1020–1029                                 | ICE München/Wien–Nürnberg–Frankfurt–Dortmund–Hamburg                          | DB AG                        | über Koblenz |  |
| 2      | 1520–1529 1620–1629                               | ICE München–Nürnberg–Frankfurt–Dortmund                                       | DB AG                        | Laufweg via Mainz, Zugbildung mit ICE-T, Ausnahmen ICE 1621 Wolfsburg–Hannover und ICE 1627 Bitterfeld–Erfurt–Frankfurt                                       |  |
| 2      | 1720–1729                                         | ICE München–Nürnberg–Berlin–Warnemünde                                        | DB AG                        | über VDE8 und Schnellfahrstrecke Nürnberg–Ingolstadt, Zugbildung mit ICE-T                                                                                    |  |
| 3      | 530–539 630–639 1030–1039                         | ICE München–Hannover–Bremen/Hamburg                                           | DB AG                        | über Schnellfahrstrecke Hannover–Würzburg |  |
| 3      | 730–739 1230–1239                                 | ICE München–Nürnberg–Dortmund                                                 | DB AG                        | über Schnellfahrstrecke Köln–Rhein/Main |  |
| 3      | 830–839 930–939                                   | ICE-Sprinter Frankfurt–Erfurt–Berlin                                          | DB AG                        | über Schnellfahrstrecke Erfurt–Halle/Leipzig, Zugbildung mit ICE3 und ICE4                                                                                    |  |
| 3      | 1530–1539 1630–1639 1730–1739                     | ICE-Sprinter Frankfurt–Erfurt–Berlin                                          | DB AG                        | über Schnellfahrstrecke Erfurt–Halle/Leipzig, Zugbildung mit ICE-T                                                                                            |  |
| 4      | 540–549 640–649 740–749 840–849 940–949 1040–1049 | ICE Berlin–Hannover–Köln                                                      | DB AG                        | über Schnellfahrstrecke Hannover–Berlin und Dortmund |  |
| 4      | 1140–1149 1540–1549 1640–1649                     | keiner konkreten Linie zugeordnet                                             | DB AG                        | Reservenummern |  |
| 4      | 1740–1749                                         | Hannover–Hamburg–Schwerin–Stralsund–Binz                                      | DB AG                        | Zugbildung ICE-T |  |
| 5      | 550–559 650–659 750–759 850–859 950–959 1050–1059 | ICE Berlin–Hannover–Köln                                                      | DB AG                        | über Schnellfahrstrecke Hannover–Berlin und Wuppertal |  |
| 5      | 1150–1159                                         | Sprinter Berlin–Köln–Bonn                                                     | DB AG                        | über Schnellfahrstrecke Hannover–Berlin und Wuppertal |  |
| 5      | 1550–1559 1650–1659                               | Wiesbaden–Frankfurt–Erfurt–Leipzig–Dresden                                    | DB AG                        | über Schnellfahrstrecke Erfurt–Halle/Leipzig, Zugbildung ICE-T                                                                                                |  |
| 6      | 266–267 560–569 1060–1069                         | Linie 60 Karlsruhe – Stuttgart – München                                      | DB AG                        | |  |
| 6      | 660–669 760–769 860–869 960–969                   | keiner konkreten Linie zugeordnet                                             | DB AG                        | Reservenummern |  |
| 6      | 1560–1569 1660–1669                               | Karlsruhe–Frankfurt–Gießen–Marburg–Kassel                                     | DB AG                        | Zugbildung ICE-T |  |
| 7      | 570–579 670–679 770–779 870–879 970–979 1070–1079 | ICE Basel/Stuttgart–Frankfurt–Hamburg/Berlin                                  | DB AG                        | über Schnellfahrstrecke Hannover–Würzburg und großteils über Schnellfahrstrecke Mannheim–Stuttgart                                                            |  |
| 7      | 1570–1579 1670–1679                               | Karlsruhe–Frankfurt–Gießen–Marburg–Kassel–Hannover–Hamburg–Schwerin–Stralsund | DB AG                        | über Schnellfahrstrecke Hannover–Würzburg, Zugbildung ICE-T                                                                                                   |  |
| 8      | 580–589 680–689 780–789 880–889 980–989 1080–1089 | ICE München–Nürnberg–Hamburg/Bremen                                           | DB AG                        | über Schnellfahrstrecke Hannover–Würzburg und großteils über Schnellfahrstrecke Nürnberg–Ingolstadt                                                           |  |
| 8      | 1580–1589 1680–1689                               | München–Nürnberg–Würzburg–Hannover–Hamburg/Bremen                             | DB AG                        | über Schnellfahrstrecke Hannover–Würzburg, Zugbildung ICE-T                                                                                                   |  |
| 9      | 590–599 690–699                                   | Linie 11 ICE München–Stuttgart–Frankfurt–Erfurt–Berlin                        | DB AG                        | über Schnellfahrstrecke Mannheim–Stuttgart und Schnellfahrstrecke Erfurt–Halle/Leipzig                                                                        |  |
| 9      | 790–799 990–999 1190–1199                         | ICE München–Stuttgart–Frankfurt–Kassel–Berlin                                 | DB AG                        | über Schnellfahrstrecke Mannheim–Stuttgart und großteils über Schnellfahrstrecke Hannover–Würzburg sowie Schnellfahrstrecke Hannover–Berlin                   |  |
| 9      | 890–899                                           | keiner konkreten Linie zugeordnet                                             | DB AG                        | Reservenummern |  |
| 9      | 1090–1099                                         | ICE-Sprinter auf verschiedenen Relationen                                     | DB AG                        | |  |
| 9      | 1590–1599 1690–1699                               | ICE Stuttgart–Frankfurt–Berlin                                                | DB AG                        | über Schnellfahrstrecke Mannheim–Stuttgart und großteils über Schnellfahrstrecke Hannover–Würzburg sowie Schnellfahrstrecke Hannover–Berlin, Zugbildung ICE-T |  |

#### IC-Netz
| Nummernblöcke | Linien           | Eisenbahnverkehrsunternehmen | Bemerkung           |
| ------------- | ---------------- | ---------------------------- | ------------------- |
| 2-159         | Fernverkehrszüge |                              |                     |
| 1900-2099     | Fernverkehrszüge | DB AG                        |                     |
| 2150-2599     | Fernverkehrszüge | DB AG                        |                     |
| 87100-87149   | Fernverkehrszüge | DB AG                        | während Bauarbeiten |

#### Sonstige
| Nummernblöcke | Linien                            | Eisenbahnverkehrsunternehmen | Bemerkung                                                               |
| ------------- | --------------------------------- | ---------------------------- | ----------------------------------------------------------------------- |
| 1750–1799     | keiner konkreten Linie zugeordnet | DB AG                        | Reservenummern                                                          |
| 1800–1899     | keiner konkreten Linie zugeordnet | HKX, Flixtrain, DB AG        | privater Fernverkehr, Charterzüge, Entlastungszüge                      |
| 1900–1999     | keiner konkreten Linie zugeordnet | DB AG                        | Entlastungszüge                                                         |
| 2450–2499     | keiner konkreten Linie zugeordnet | DB AG                        | PbZ-Züge zur Überführung von Fahrzeugen zwischen den Bahnbetriebswerken |
| 2500–2899     | keiner konkreten Linie zugeordnet | DB AG                        | AdHoc-Verkehre, Charterzüge, Baustellenverkehr                          |
| 2900–2999     | keiner konkreten Linie zugeordnet | DB AG                        | Zugnummern für Ersatzzüge                                               |

### Regionaler Personenverkehr
Im Regionalverkehr und Nahgüterverkehr werden die Zugnummern von DB Netz blockweise den einzelnen Regionalbereichen (Süd, Südwest, West, Mitte, Nord, Ost und Südost) zugeordnet. Innerhalb der Regionalbereiche werden die zugeteilten Blöcke dann wiederum blockweise an die dort tätigen Eisenbahnverkehrsunternehmen (EVU) vergeben. Die EVU nutzen dann die Zugnummern nach ihrem eigenen Verteilungsschema auf den verschiedenen Zuglinien ihrer Netze. Die Zugnummern einer Linie sind dabei abhängig davon, von welchem EVU diese bedient werden.
Die Grundeinteilung zwischen den Regionalbereichen gilt über mehrere Fahrplanjahre, innerhalb eines Regionalbereiches können sich die Zuteilungen jedoch jährlich ändern. Insbesondere nach, durch gewonnene Ausschreibungen, wechselnden EVU im Nahverkehr werden die Zugnummernblöcke meist neu vergeben.
| Nummernblöcke | Regionalbereich | Eisenbahnverkehrsunternehmen                                 | Bemerkung |
| ------------- | --------------- | ------------------------------------------------------------ | --- |
| 03000–3039    | Süd             | DB Regio AG                                                  | Linie RE41 Neustadt–Weiden–Nürnberg |
| 03040–3079    | Südwest         | DB Regio AG                                                  | Linie IRE3 Ulm–Friedrichshafen–Schaffhausen–Basel |
| 03080–3099    | Süd             | DB Regio AG                                                  | Linie RE30 Hof–Bayreuth–Nürnberg |
| 03100–3199    | Nordost         | DB Regio AG                                                  | Linie RE1 Magdeburg–Brandenburg–Frankfurt–Cottbus |
| 03200–3279    | Südwest         | DB Regio AG                                                  | diverse Regionalexpress-Linien Baden–Württemberg |
| 03280–3299    | Süd             | DB Regio AG                                                  | Linie RE7 Lindau–Kempten–Augsburg–Nürnberg |
| 03300–3379    | Nordost         | DB Regio AG                                                  | Linie RE3 Stralsund–Falkenberg–Schwedt–Wittenberg |
| 03380–3499    | Süd             | DB Regio AG                                                  | diverse Regionalexpress-Linien Bayern, Sachsen, Thüringen und Tschechien |
| 03500–3539    | Nordost         | DB Regio AG                                                  | Linie RE5 Stralsund–Neustrelitz–Wünsdorf-Waldstadt–Finsterwalde |
| 03540–3599    | Süd             | DB Regio AG                                                  | Linien RE40 und RE47 Nürnberg–Schwandorf–Furth/–Regensburg |
| 03600–3649    | Nordost         | DB Regio AG                                                  | Linie RE6 Wittenberge–Kremmen–Berlin-Gesundbrunnen |
| 03650–3679    | Südost          | DB Regio AG                                                  | Linie RE1 Göttingen–Gotha–Gera–Glauchau |
| 03680–3699    | Süd             | DB Regio AG                                                  | Linie RE75 Ulm–Kempten–Oberstdorf |
| 03700–3749    | Nordost         | DB Regio AG                                                  | Linie RE7 Dessau–Belzig–Berlin–Wünsdorf-Waldstadt |
| 03750–3789    | Südost          | DB Regio AG                                                  | Linie RE7 Erfurt–Schweinfurt–Würzburg und RE57 Bad Kissingen–Ebenhausen |
| 03790–3799    | Südwest         | DB Regio AG                                                  | Linie RE77 Wangen–Hergatz |
| 03800–3849    | Südwest         | DB Regio AG                                                  | 3800 bis 3849 nicht belegt |
| 03850–3869    | Südwest         | DB Regio AG                                                  | Linie IRE6 Ulm–Aulendorf–/Rottenburg–Reutlingen–Stuttgart |
| 03870–3899    | Süd             | DB Regio AG                                                  | RE70 Lindau–Immenstadt–München |
| 03900–3969    | Südost          | DB Regio AG                                                  | Linie RE3 Altenburg–/Greiz–Göschwitz–Erfurt |
| 03970–3999    | Südwest         | DB Regio AG                                                  | diverse Regionalexpress-Linien Baden–Württemberg und Bayern |
| 04000–4049    | Süd             | DB Regio Bayern                                              | RE1 Nürnberg – Ingolstadt – München (über SFS) |
| 04050–4099    | Südwest         | DB Regio AG                                                  | |
| 04100–4189    | Mitte           | DB Regio AG                                                  | diverse Regionalexpress-Linien Rheinland-Pfalz und Saarland u. a. Moselstrecke und Eifelstrecke |
| 04190–4199    | Nord            | DB Regio AG                                                  | Regionalexpress Hamburg–Westerland/Sylt |
| 04200–4249    | Südwest         | DB Regio AG                                                  | |
| 04250–4299    | Südwest, Mitte  | DB Regio AG                                                  | |
| 04300–4309    | Nordost         | DB Regio Nordost                                             | RE1 Schwerin – Bad Kleinen – Bützow |
| 04400–4469    | Nord            | DB Regio AG                                                  | |
| 04470–4499    | Südwest         | DB Regio AG                                                  | |
| 04500–4599    | Mitte           | DB Regio AG                                                  | |
| 04600–4699    |                 | DB Regio Bayern                                              | |
| 04700–4749    | Südwest         | DB Regio AG Baden-Württemberg                                | |
| 04750–4799    |                 | DB Regio AG                                                  | |
| 04800–4999    |                 | DB Regio AG                                                  | |
| 05100–51xx    | Südwest         | DB Regio AG/CFL                                              | |
| 05152–5189    | Ost             | NBE                                                          | RB 26 |
| 05350–5399    | Nordost         | DB Regio AG                                                  | RE4 Lübeck – Szczecin Glowny |
| 05500–5699    | Südwest         | ÖBB                                                          | |
| 05700–5749    | Nord            | neg                                                          | |
| 05800–5849    | Nordost         | DB Regio AG                                                  | |
| 06000–6999    | Süd             | S-Bahn München                                               | |
| 07000–7999    | Südwest         | S-Bahn Stuttgart                                             | |
| 08000–8999    | Süd             | S-Bahn München                                               | |
| 09600–9899    | Südwest         | DB Regio AG                                                  | Breisgau S-Bahn |
| 10000–10999   | West            | DB Regio AG                                                  | |
| 11000–11999   | Nord            | DB Regio Schleswig-Holstein                                  | 112xx RB85 (Hamburg –) Lübeck – Puttgarden 113xx RB81 Hamburg – Ahrensburg (– Bargteheide) 11400-11449 RE85 Hamburg – Lübeck (- Puttgarden) (bzw. RE80:– Lübeck-Travemünde Strand) 11450-11499 RE 80 Hamburg – Lübeck 115xx RB86 Lübeck Hbf – Lübeck-Travemünde Strand |
| 12000–12999   | West            | DB Regio AG                                                  | |
| 13200–13299   | Nordost         | DB Regio AG                                                  | RE4 ((Bützow –) Malchin –) Pasewalk (– Uckermünde Stadthafen) |
| 14000–14999   | Nord            | DB Regio AG                                                  | |
| 15000–15999   | Mitte           | DB Regio AG                                                  | 15800–15823 RE40 (Mannheim Hbf –) Karlsruhe Hbf – Freudenstadt Hbf - Schopfloch - Herrenberg 15930–15954 RB41 Karlsruhe Hbf - Forbach – Freudenstadt Hbf – Schopfloch – Herrenberg                                                                                     |
| 16000–16999   | Südost          | DB Regio AG                                                  | hauptsächlich Thüringen |
| 16040-16081   | Südwest         | DB Regio AG                                                  | RE 200: Wendlingen (Neckar) - Ulm Hbf |
| 17000–17499   | Südost          | DB Regio AG                                                  | hauptsächlich Sachsen-Anhalt |
| 17500–17999   | Südwest         | DB Regio AG/RAB (vor Abgabe von Schienenverkehr an DB Regio) | 176xx RE14a/b Stuttgart Hbf - Eutingen im Gäu - Rottweil / Freudenstadt Hbf 179xx RB74/RB72 (Tübingen Hbf -) Horb - Nagold - Pforzheim Hbf (- Maulbronn West - Maulbronn Stadt) (Betreiber RAB, jetzt DB Regio Württemberg)                                            |
| 18000–18999   | Südost          | DB Regio AG                                                  | hauptsächlich Sachsen |
| 19000–19499   | Südwest         | DB Regio AG                                                  | |
| 19500–19999   | Südwest         | SWEG Bahn Stuttgart                                          | |
| 20000–20499   | Mitte           | RegioTram Kassel                                             | |
| 20500–20999   | West            | DB Regio AG                                                  | |
| 21000–21199   | Nord            | erixx Holstein                                               | 21000-21046: RE83 Kiel – Lübeck 21050-21089: RB84 Kiel – Lübeck 21101-21148: RE83 Lübeck–Lüneburg |
| 21200–21999   | Nord            | DB Regio AG                                                  | RE7: Hamburg Hbf. - Neumünster - Kiel Hbf./ Flensburg |
| 22000–22499   | Südwest         | RAB                                                          | |
| 22500–22999   | Südwest         | RAB                                                          | Südbahn, Bodensee-Gürtelbahn |
| 23000–23999   | Mitte           | DB Regio AG                                                  | Kurhessenbahn |
| 24000–24499   | Mitte           | Cantus                                                       | |
| 24500–24999   | Mitte           | HLB                                                          | |
| 25000–25499   | West            | Transregio                                                   | |
| 25500–25999   | West            | DB Regio AG                                                  | |
| 26350–26399   | Südwest         | SWEG                                                         | Bahnstrecke Ulm–Sigmaringen Regio-S-Bahn Donau-Iller |
| 26400–26499   | West            | National Express                                             | |
| 26500–26599   | Südwest         | SWEG                                                         | Brenzbahn Regio-S-Bahn Donau-Iller |
| 26600–26699   | Südwest         | SWEG                                                         | |
| 26700–26999   | West            | DB Regio AG                                                  | |
| 27000–27699   | Süd             | DB Regio AG                                                  | Südostbayernbahn |
| 27700–27999   | Südost          | DB Regio AG                                                  | Sachsen |
| 28000–28999   | Südwest         | DB Regio AG                                                  | Rhein-Ruhr-Express |
| 29000–29999   | Südwest         | vlexx                                                        | 292xx (Frankfurt – ) Mainz – Alzey (– Kirchheimbolanden / – Monsheim – Worms) 295xx Frankfurt – Mainz – Bad Kreuznach – Saarbrücken 2954x (Frankfurt – / Bodenheim –) Mainz (– Bingen – Koblenz) 296xx Kaiserslautern – Bad Kreuznach – Bingen – Koblenz               |
| 30000–30099   | West            | DB Regio AG                                                  | |
| 30100–30999   | West            | S-Bahn Rhein-Ruhr                                            | |
| 31000–31099   | Südost          | S-Bahn Dresden                                               | |
| 31100–31899   | West            | S-Bahn Rhein-Ruhr                                            | |
| 31901–31999   | West            | Abellio Rail NRW                                             | |
| 32100–32999   | West            | S-Bahn Rhein-Ruhr                                            | |
| 33000–33099   | Südost          | S-Bahn Dresden                                               | |
| 33100–33399   | West            | S-Bahn Rhein-Ruhr                                            | |
| 33400–33599   | Nordost         | S-Bahn Rostock                                               | |
| 33900–33999   | West            | S-Bahn Rhein-Ruhr                                            | |
| 34000–34999   | Nord            | S-Bahn Hannover                                              | |
| 35000–36999   | Mitte           | S-Bahn Rhein-Main                                            | |
| 37100–37949   | Südost          | S-Bahn Mitteldeutschland                                     | |
| 37950–37999   | Südwest         | DB Regio AG                                                  | |
| 38000–38999   | Südwest         | S-Bahn Rhein-Neckar                                          | |
| 39000–39099   | Südost          | S-Bahn Mittelelbe                                            | |
| 39100–39699   | Süd             | S-Bahn Nürnberg                                              | |
| 39900–39999   | Südwest         | S-Bahn Stuttgart                                             | |
| 57000-57321   | Süd             | Go-Ahead Bayern                                              | E-Netz Augsburg |
| 59000–59249   | Süd             | DB Regio Bayern                                              | RB16 (Nürnberg -) Treuchtlingen – München |
| 69700–69899   | Südwest         | SWEG                                                         | Ringzug |
| 74240–74299   | Südwest         | SWEG                                                         | Trossinger Eisenbahn |
| 74000–74399   | Südost          | Transdev Mitteldeutschland (MRB)                             | 740xx RE3/RB30 |
| 74400–74475   | Südwest         | SWEG                                                         | seehäsle Radolfzell - Stockach |
| 74500–74999   | Südost          | ABRM                                                         | Elektronetz Sachsen-Anhalt, Thüringen, Südharz |
| 75500–75999   | Südost          | ABRM                                                         | Dieselnetz Sachsen-Anhalt und Harz |
| 76600–76899   | West            | vlexx                                                        | Elektro-Netz-Saar RB Los-2 |
| 78900-78967   | Süd             | Go-Ahead Bayern                                              | E-Netz Allgäu (RE 72, RB 92, RE 96) |
| 80500–80999   | Südost          | EB                                                           | Dieselnetz Ost-Thüringen |
| 81000–81499   | Südost          | EB, STB                                                      | Dieselnetz Süd-Thüringen und Kissinger Stern |
| 81500–81599   | Nord            | erixx                                                        | 81500-81539 RB42 Bad Harzburg – Vienenburg – Braunschweig 81550-81589 RB41 Goslar – Vienenburg (gekuppelt mit RB42: – Braunschweig) 8154x, 8159x RB32 Lüneburg – Dannenberg Ost                                                                                        |
| 81600–81799   | Südwest         | Go-Ahead Baden-Württemberg                                   | |
| 81800–81999   | Nord            | Metronom                                                     | |
| 82500–82999   | Nord            | Metronom                                                     | |
| 83450–83649   | Nord            | erixx                                                        | 83550-83499 RE10 Bad Harzburg – Hannover 83600-84649 RB47 Braunschweig – Wieren – Uelzen |
| 84100-84331   | Süd             | agilis Eisenbahngesellschaft                                 | 841xx RE18 Ulm – Regensburg 84200-84331 RB15 und RB17 |
| 84700–85999   | Südwest         | AVG                                                          | 847xx–849xx überwiegend S5 856xx S8/S81 Karlsruhe Tullastraße/Karlsruhe Hbf – Rastatt – Forbach – Freudenstadt Stadt – Freudenstadt Hbf – Bondorf |
| 86200–86369   | Südwest         | SWEG                                                         | Zollern-Alb-Bahnen |
| 86598–86769   | Süd             | Bayerische Regiobahn                                         | 86598-86720 RB13 Augsburg–Ingolstadt 86721-86769 RB14 (Ingolstadt Hbf –) Eichstätt Bahnhof – Eichstätt Stadt |
| 87350–87549   | Südwest         | SWEG                                                         | Ortenau-S-Bahn 87350–87399 und 87500–87510 RB20 Bad Griesbach – Oppenau – Oberkirch – Offenburg – Hausach – Freudenstadt Hbf 874xx Grenzüberschreitender Verkehr nach Straßburg                                                                                        |
| 87550–87599   | Südwest         | BOB                                                          | Aulendorf – Friedrichshafen Stadt – Hafen |
| 87600–87999   | Südwest         | SBB GmbH                                                     | Seehas |
| 88200–88229   | Südwest         | SAB                                                          | Ulm - Münsingen - Gammertingen |
| 88311–88499   | Südwest         | SWEG                                                         | Breisgau-S-Bahn |
| 95700–95899   | Nord            | Westfalenbahn                                                | EMIL-Netz (RE60, RE70) |

## Nummernschema Österreich
| Zugnummerblock | Bemerkung                                                  |
| -------------- | ---------------------------------------------------------- |
| 01–399         | Internationale Schnellzüge (EuroCity, ICE, RailJet xpress) |
| 0400–479       | Internationale Nachtzüge (NightJet, EuroNight)             |

## Nummernschema Schweiz
Die Zugnummer ist bis zu fünfstellig, im elektronischen Anzeigeverfahren werden die kurzen Nummern mit Nullen vor der eigentlichen Zugnummern auf fünf Stellen gebracht. Grundsätzlich sind die ungeraden Nummern in West-Ost- oder Nord-Süd-Richtung anzutreffen, da sie nach dem Streckenschema vergeben werden. Allerdings kann es zu Abweichungen von der Himmelsrichtung kommen. Das heutige System mit den Zugnummern 1–39'999 für Personenzüge und ab 40'000 für Güterzüge, wurde zusammen mit dem Neuen Reisezug-Konzept im Sommer 1982 eingeführt. Es löste das Zugsnumerierungskonzept aus dem Jahr 1963 ab, das nicht EDV-tauglich war, und auch nicht mehr den internationalen Vorgaben entsprach.
Heute werden die Zugnummern von der SBB-Infrastruktur wie folgt vergeben (Stand 4. Oktober 2020).
| Zugnummerblock | Bemerkung |
| -------------- | --- |
| 01–399         | Internationale Schnellzüge (EuroCity, ICE, RailJet xpress)                                                                 |
| 0400–479       | Internationale Nachtzüge (NightJet, EuroNight)                                                                             |
| 0480–1149      | InterCity-Züge |
| 01150–1299     | Internationale Schnellzüge                                                                                                 |
| 01300–1399     | InterCity-Zusatz-Züge Gotthard und Lötschberg                                                                              |
| 01400–1699     | InterCity-Züge |
| 01700–3399     | InterRegio-Züge |
| 03400–5999     | RegioExpress-Züge |
| 06000–7999     | Regiozüge |
| 08000–8999     | S-Bahn-Züge |
| 09200–9799     | TGV |
| 09850–9899     | Regiozüge (Schmalspur) |
| 09990–9999     | Jail Train |
| 10000–10999    | Reiseextrazüge |
| 11000–12999    | S-Bahn-Züge |
| 13000–13599    | Internationale Agentur- und Autoreisezüge                                                                                  |
| 13600–13999    | S-Bahn Nachtlinie (mit Zuschlag)                                                                                           |
| 14000–25999    | S-Bahn-Züge |
| 26000–26999    | Regiozüge (ohne Schattenfahrordnung)                                                                                       |
| 27000–27979    | Autotunnelzüge |
| 27880–27899    | Reise-Extrazüge & Leermaterialzüge                                                                                         |
| 27980–27999    | Fanzüge (Reiseextrazüge) mit speziellen Beförderungsbedingungen                                                            |
| 28000–29999    | Dienstzüge EVU (Leermaterialzüge Reiseverkehr)                                                                             |
| 30000–31999    | Reiseextrazüge |
| 32000–32899    | Leermaterial-(Reise)Extrazüge (inkl. Überführung historischer Fahrzeuge)                                                   |
| 32900–32919    | Dienst-(Extra-)züge RFI |
| 32920–32999    | Reise-(Extra-)züge EVU (RFI und DB)                                                                                        |
| 33000–34999    | Dienstextrazüge INFRA, inkl. Rangierbewegungen auf die Strecke                                                             |
| 35000–35899    | Lokzüge |
| 35900–35999    | Reiseextrazüge EVU |
| 36000–37899    | Lokzüge |
| 38000–39999    | Lokextrazüge |
| 40000–43079    | Internationale Güterzüge des kombinierten Verkehrs                                                                         |
| 43080–43099    | Internationale Güterzüge (inkl. Extrazüge) des BKV Gotthard (Rola)                                                         |
| 43100–43499    | Internationale Güterzüge des kombinierten Verkehrs                                                                         |
| 43500–43599    | Internationale SIM-Züge (inkl. grenzüberschreitende Extrazüge) des UKV Lötschberg mit Profilüberschreitung                 |
| 43600–43649    | Internationale SIM-Züge (inkl. grenzüberschreitende Extrazüge) des BKV (Rola) Lötschberg                                   |
| 43650–43799    | Internationale SIM-Züge (inkl. grenzüberschreitende Extrazüge) des UKV Lötschberg mit Profilüberschreitung                 |
| 43800–43999    | Internationale Güterzüge des kombinierten Verkehrs                                                                         |
| 44000–49999    | Internationale Güterzüge                                                                                                   |
| 50000–50199    | Postzüge |
| 50200–50699    | Cargo Express-Züge / Cargosprinter / übrige Schnellgut-Züge                                                                |
| 50700–50749    | Cargo-Express-Züge mit automatischer Kupplung                                                                              |
| 50900–50999    | CEx, Post- und Schnellgut-Extrazüge                                                                                        |
| 51000–53999    | Güterextrazüge |
| 54000–55999    | Traktorlokzüge, inkl. Rangierbewegungen auf die Strecke                                                                    |
| 58000–58999    | Reisezüge im Störungsfall                                                                                                  |
| 59000–59299    | Traktorlok-Extrazüge |
| 59300–59699    | Traktorgüter-Extrazüge |
| 60000–60499    | Ferngüterzüge |
| 60500–60999    | Ferngüter-Extrazüge (inkl. Umleitungs-Fahrordnungen)                                                                       |
| 61000–63499    | Nahgüterzüge, inkl. Rangierbewegungen auf die Strecke                                                                      |
| 63500–63799    | Dienst-Extrazüge SIM / Güter-Extrazüge SIM (UKV) sowie Umleitungszüge SIM (UKV)                                            |
| 63600–63649    | Güter-Extrazüge SIM / Umleitungszüge SIM (BKV / ROLA)                                                                      |
| 64000–65999    | Traktorgüterzüge, einschließlich Rangierbewegungen auf die Strecke                                                         |
| 66000–68999    | Ganzzüge |
| 69000–69099    | Güterzüge mit Lademaßüberschreitung und Begegnungsverbot (ex-699xx)                                                        |
| 69100–69399    | Güterextrazüge |
| 69400–69799    | Ganzzug-Extrazüge |
| 69800–69999    | Güter-/Güterextrazüge «Italien» - Chiasso – «Italien» exklusiv für RFI reserviert                                          |
| 70001–75999    | Schattenfahrordnungen Reisezüge                                                                                            |
| 79900–79999    | Dienstzüge (Leermaterialzüge Reiseverkehr) DB-SBB                                                                          |
| 87600–87999    | Reisezüge im Grenzbereich DB–SBB                                                                                           |
| 96000–96999    | Züge im Grenzbereich SNCF–SBB                                                                                              |
| 97000–97999    | Streckeninspektionsfahrten (Diagnosefahrzeug), Versuchs- und Messzüge sowie Abnahmefahrten                                 |
| 98000–98999    | Fiktive Zugnummern für die Steuerung besonderer Abläufe in Fernstellbezirken (u. a. automatische ZN-Vergabe durch ILTIS)   |
| 99000–99199    | Leermaterialzüge im Raum Zürich                                                                                            |
| 99200–99599    | Lokzüge im Grenzbereich SBB–DB                                                                                             |
| 99600          | TES Genève |
| 99601          | TES Lausanne |
| 99602          | LRZ Brig |
| 99603          | LRZ Bern |
| 99604          | LRZ Biel/Bienne |
| 99605          | LRZ Olten |
| 99606          | LRZ Basel |
| 99607          | LRZ Brugg |
| 99608          | LRZ Zürich |
| 99609          | LRZ Winterthur |
| 99610          | LRZ St.Gallen |
| 99611          | LRZ Rapperswil |
| 99612          | LRZ Erstfeld |
| 99613          | Reserve |
| 99614          | TSS Biasca |
| 99615          | TSS Chiasso |
| 99616          | LRZ Rotkreuz |
| 99617          | Reserve |
| 99618          | Reserve |
| 99619          | LRZ Frutigen BLS |
| 99620–99799    | ZN-Pool für Einsatzfahrten (ZN-Vergabe ausschließlich durch BZ) LRZ Lösch- und Rettungszüge (Überführung für Intervention) |
| 99800–99849    | Züge mit Hilfswagen |
| 99850–99899    | GSM-R (Zugfunk-Verbindungen LRZ)                                                                                           |

## Nummernschema Frankreich
Die Zugnummern der französischen Staatsbahn SNCF setzen sich aus zwei Blöcken à drei Ziffern zusammen. Der erste Block entspricht der Nummer der überwiegend befahrenen Strecke, z. B. 001 bei der Bahnstrecke Paris–Mulhouse (Streckennummer 001 000) oder 886 bei der Bahnstrecke Lyon-Saint-Clair–Bourg-en-Bresse (Streckennummer 886 000). Die letzte Ziffer des zweiten Blocks gibt an, ob sich der Zug von Paris weg (ungerade Ziffer) oder in Richtung Paris (gerade Ziffer) bewegt. Dabei kann sich diese Ziffer während des Zuglaufs ändern: Der Zug von Firminy (ab 6.36 Uhr) nach Lyon-Perrache (an 7.50 Uhr) beispielsweise wechselt in Givors die Richtung in Bezug auf Paris, damit ändert sich die Endziffer seiner Nummer von 886 257 auf 886 256.

## Nummernschema ehemalige Sowjetunion
Bei den Bahnen der ehemaligen Sowjetunion werden die Zugnummern mehrfach vergeben (auch innerhalb einer Bahnverwaltung), wobei sich die Zugläufe von Zügen mit gleicher Nummer nicht berühren. Zur Unterscheidung von Schnellzügen mit gleicher Nummer werden für den internen Gebrauch Buchstaben angefügt. In vereinfachter Form gilt folgendes Nummernschema (mit russischer Bezeichnung in Klammern):
- 0001–699 Schnellzüge (пассажирские поезда)
- 0801–898 Nahverkehrszüge mit erhöhtem Komfort (электро- и дизель-поезда повышенной комфортности)
- 0901–948 Post- und Gepäckzüge (почтово-багажные поезда)
- 0951–969 Güterzüge mit Personenbeförderung (грузопассажирские поезда)
- 2001–3900 Güterzüge (грузовые поезда)
- 6001–6998 Nahverkehrszüge (пригородные поезда)

## Großbritannien

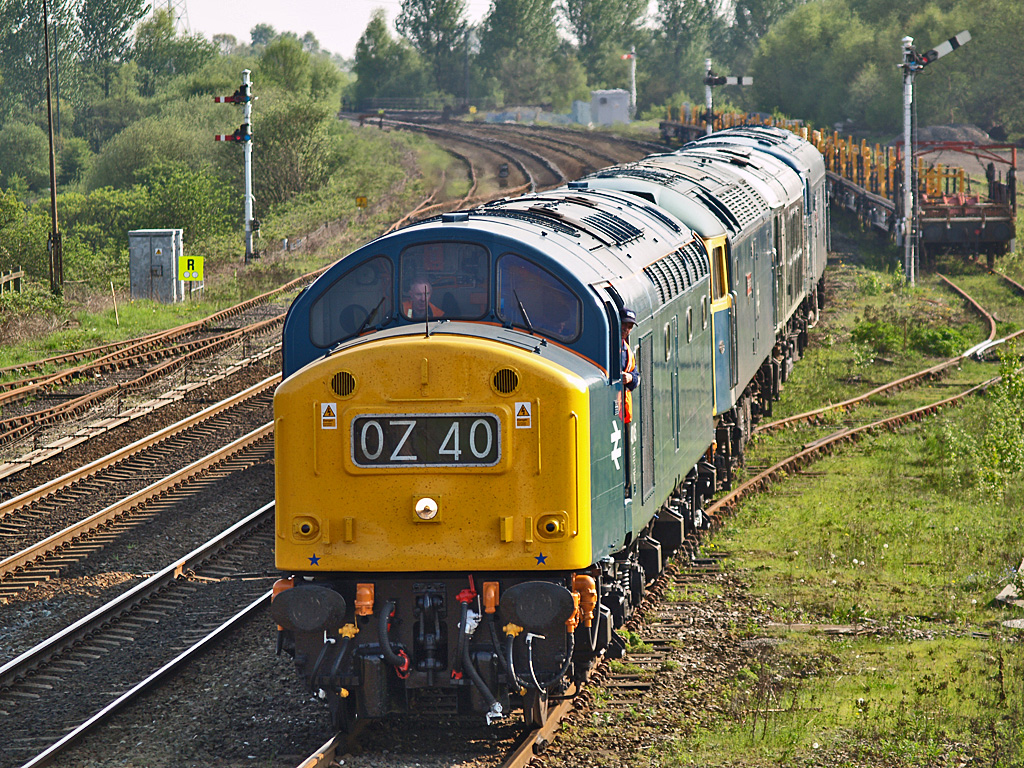
Lokzug mit Anzeige der Zugnummer

In Großbritannien werden die Zugnummern auch als headcode bezeichnet, da sie früher an der Spitze des Zuges angezeigt wurden. Sie sind vierstellig, wobei die erste Stelle den Zugtyp angibt, die zweite, lateinisch-alphabetische, Stelle das Zielgebiet, und die letzten beiden, wieder numerischen, Stellen den einzelnen Zug.
Bedeutung der ersten Stelle:
0Lokzug
1
Eilzug
Hilfszüge
2Personenzug
3
besondere Leerzüge
besondere Güterzüge
4Güterzug bis 75 mi/h (≅120 km/h)
5Leerzug
6Güterzug bis 60 mi/h (≅96 km/h)
7Güterzug bis 45 mi/h (≅72 km/h)
8Güterzug bis 35 mi/h (≅56 km/h)
9
Fahrzeugbaureihe 373 (Eurostar)
besonderer Personenzug
Die zweite Ziffer gibt das Zielgebiet des Zuges an. Die Aufteilung richtet sich nach den Regionen der ehemaligen British Rail.
EOst
LAnglia
MMidland
OSüd
SSchottland
VWest
QMesszug
XZüge mit besonderen Anforderungen (z. B. Lademaßüberschreitung oder königliche Züge)
Z
Charterzüge
Hilfszüge
ungeplante Leerzüge
Die übrigen Buchstaben sind für nicht-regionsüberschreitende Züge vorgesehen. Die Bedeutung ist entsprechend je nach Region unterschiedlich.
Beispiele für Schottland:
AAberdeen
BEdinburgh
GFife
HInverness
TGlasgow (aus Norden)
RExpresszüge zwischen Glasgow Queen Street und Edinburgh
Leerzüge von oder zu einem anderen Zug haben meist eine nur an der ersten Stelle unterschiedliche Zugnummer.
Da in anderen europäischen Ländern rein numerische Zugnummern üblich sind, haben Züge durch den Eurotunnel Zugnummern wie 9O30 oder 9I36, die auf dem Festland 9030 bzw. 9136 entsprechen.
Ersatzverkehrsbusse werden mit der Zugnummer 0B00, Schiffe in Verbindung mit Eisenbahnen mit 0S00 bezeichnet. Der Royal Train erhält die Zugnummer 1X01 und genießt besondere Priorität.

## ETCS
Im europäischen Zugbeeinflussungssystem ETCS kann die Zugnummer (train running number) vom Triebfahrzeugführer eingegeben, vom RBC übermittelt oder aus anderen Quellen bezogen werden. Ein Zugnummernwechsel ist auch während der Fahrt möglich. Für die Zugnummer steht die Variable NID_OPERATIONAL zur Verfügung, die aus bis zu acht Ziffern bestehen kann. Für die Übermittlung der Zugnummer an das RBC steht ein eigenes Datenpaket (Paket Nr. 5) bereit, kann aber auch als (optionaler) Teil eines Train Position Report übermittelt werden.